# Лохвицький краєзнавчий музей імені Г. С. Сковороди
Лохвицький краєзнавчий музей імені Г. С. Сковороди — районний краєзнавчий музей у місті Лохвиці Полтавської області, значне зібрання матеріалів і документів з природи, історії, культури і про видатних земляків Лохвицького краю. Носить ім'я великого українського філософа Григорія Савича Сковороди.

## Адреса і будинок музею

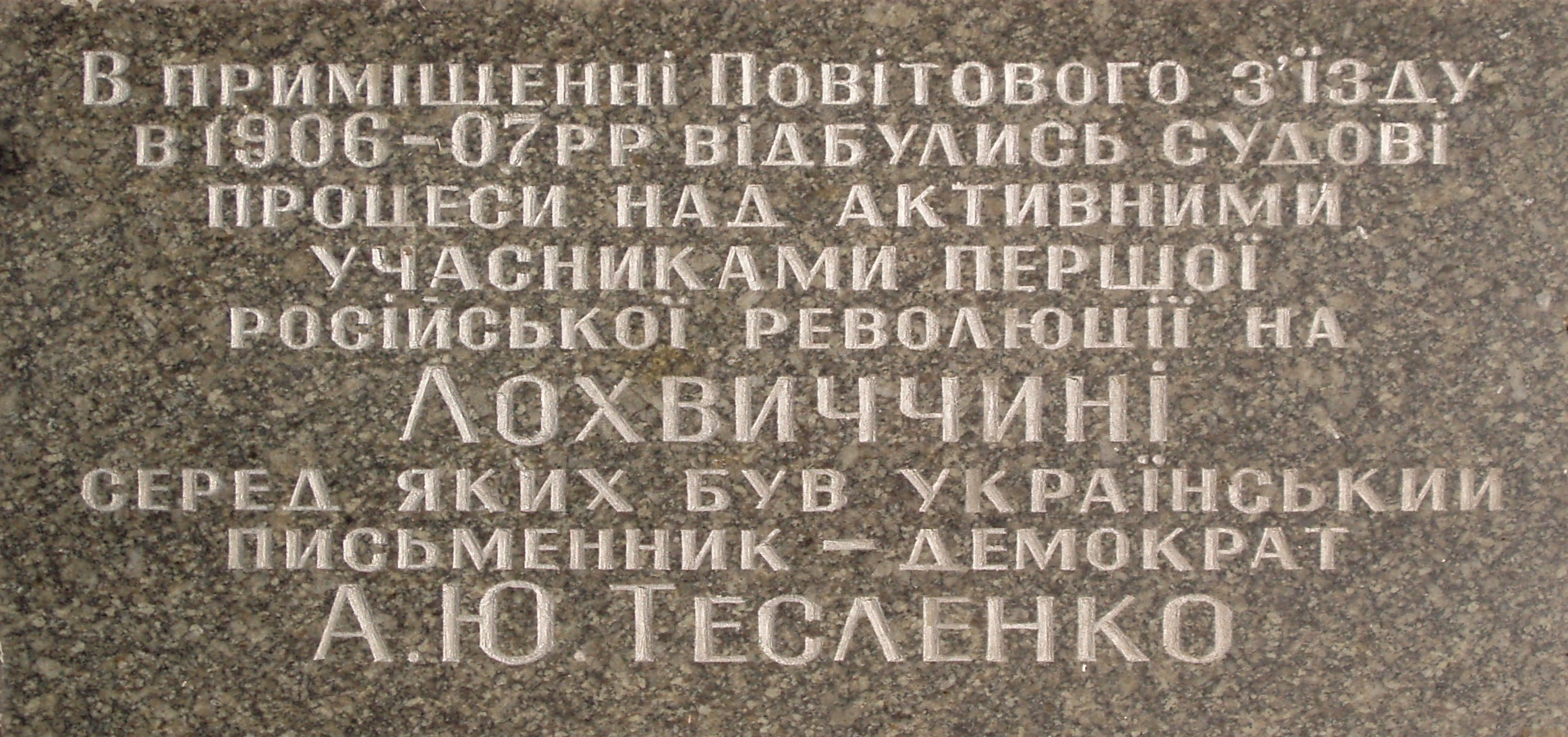
Меморіальна дошка на фасаді музею

Музей розташований за адресою: вул. Шевченка, буд. 48, м. Лохвиця-37200, Полтавська область, Україна.
Будинок, у якому розташовано музей, збудований 1865 року.
У різні роки тут діяли: повітовий суд, у якому відбувався судовий процес над активними учасниками революційних подій 1905—07 років, у тому числі — відомим українським письменником Архипом Тесленком; дитячий будинок, фотоательє, майстерня з ремонту побутової техніки.
Від 1947 року у цьому будинку — Лохвицький краєзнавчий музей імені Г. С. Сковороди.

## Історія закладу
Лохвицький краєзнавчий музей засновано в червні 1919 року за ініціативою Голови Лохвицького політвиконкому Луценка Степана Кузьмича як Лохвицький археологічний музей на базі колекції місцевого реального училища.
Від 1920 року заклад діяв як історико-краєзнавчий музей, а 1922 року з нагоди 200-річчя від дня народження славетного українського мандрівного мислителя, просвітителя і поета Григорія Сковороди музею було присвоєно його ім'я.
До війни, у 1936—41 роки заклад перебував у приміщенні місцевої Благовіщенської церкви.
У 1990—2000-і в музеї потурбувались про реекспозицію — створено стенди, вітрини або й окремі зали, що розповідають про Голодомор в Україні 1932—1933, Аварію на ЧАЕС 1986 року, Війну в Афганістані 1979—89, сучасне соціальне економічне становище Лохвиччини, саме тому Лохвицький краєзнавчий музей ім. Г. С. Сковороди вважається одним з найкращих районних краєзнавчих музеїв Полтавщини, що постійно підтверджується на регіональних оглядах.

## Фонди та експозиція

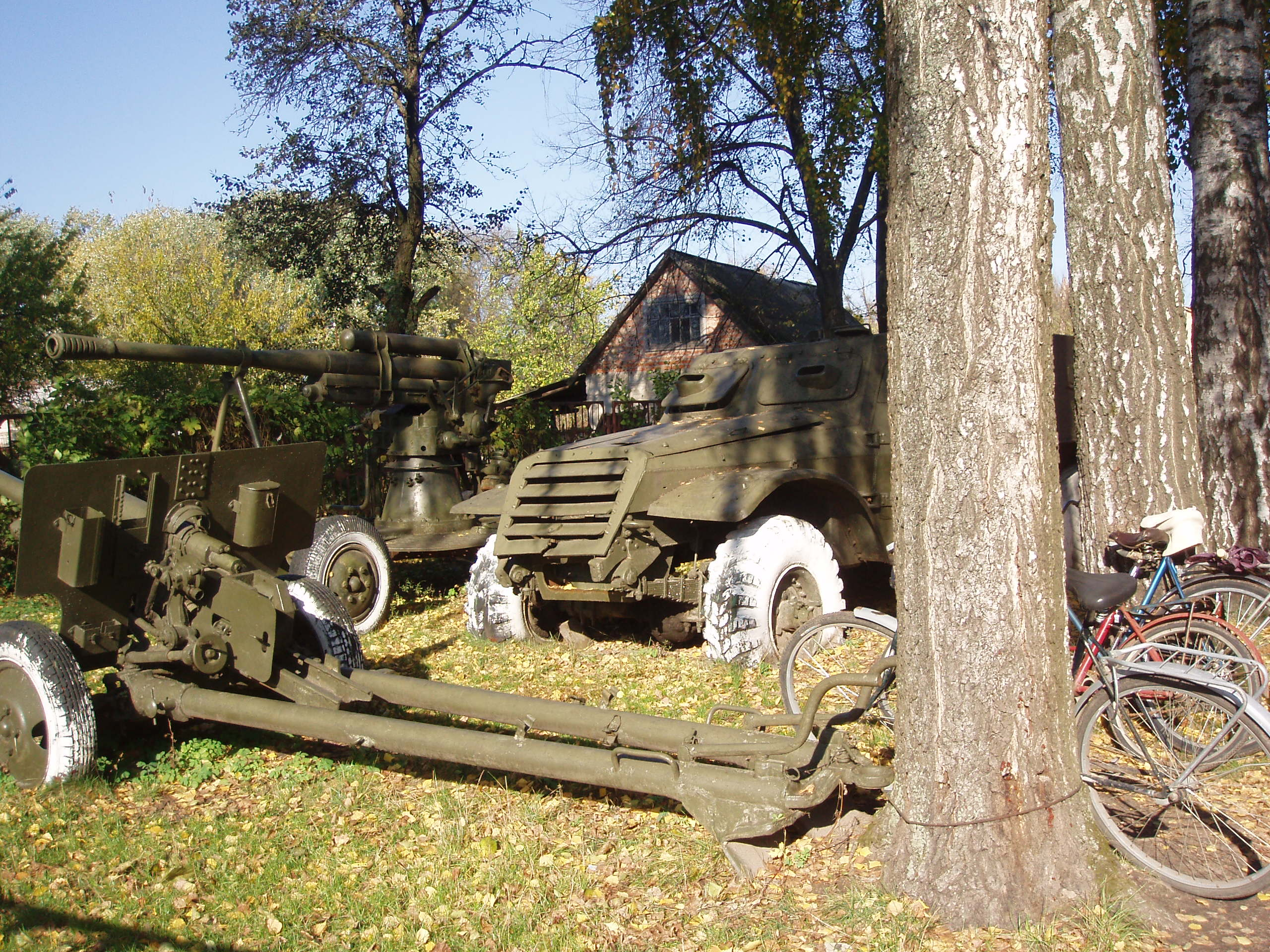
Техніка часів німецько-радянської війни біля велосипедів відвідувачів і працівників музею.

У фондах Лохвицького краєзнавчого музею імені Г. С. Сковороди нараховується понад 30 тисяч експонатів. Розміщені вони у 9 тематичних залах, що розповідають про історію та сьогодення Лохвиччини, знайомлять з її природними багатствами.
Серед експонатів музею — колекції козацької зброї, археологічних знахідок, сакральних предметів, зразків декоративно-ужиткового мистецтва, зброї періоду Німецько-радянської війни.
З-поміж експонатів музею чимало таких, що пов'язані і знайомлять з життям і творчістю видатних земляків Лохвицького краю: мислителя Григорія Сковороди, письменників Архипа Тесленка і Олексія Коломійця; композитора Ісаака Дунаєвського (в тому числі рояль, на якому відомий композитор грав у 1919 році); засновника і керівника хорової капели «Думка» Нестора Городовенка; винахідників В. Д. Охотникова та М. С. Кісенка; скульпторів В. П. Молодченка та Г. Л. Пивоварова, художника П. В. Симонова; діячів науки О. О. Пащенка, Д. В. Попова, І. Ф. Прокопенка та інших.

### Меморіальний комплекс воїнам Південно-Західного фронту
На правах філії Лохвицького краєзнавчого музею працює Меморіальний комплекс воїнам Південно-Західного фронту (відкрито 1976 року; автори — народний художник УРСР А. Ю. Білостоцький, скульптор В. П. Вінайкін, архітектори К. О. Сидоров і Т. Г. Довженко) в урочищі Шумейкове (поблизу села Ісківці за 15 км від Лохвиці).

## Галерея (середина серпня 2009 року)

Зала давньої і козацької історії
З етнографічної колекції музею
Стенд Григорія Сковороди
Експозиція, присвячена А.Ю. Тесленку
Зала, яка висвітлює Визвольні змагання 1917—1921
Зала, присвячена Голодомору
Видатні музики Лохвиччини — Ісаак Дунаєвський та Нестор Городовенко
Зала, що розповідає про сучасне соціально-економічне становище Лохвиці і району